# حوض باغ

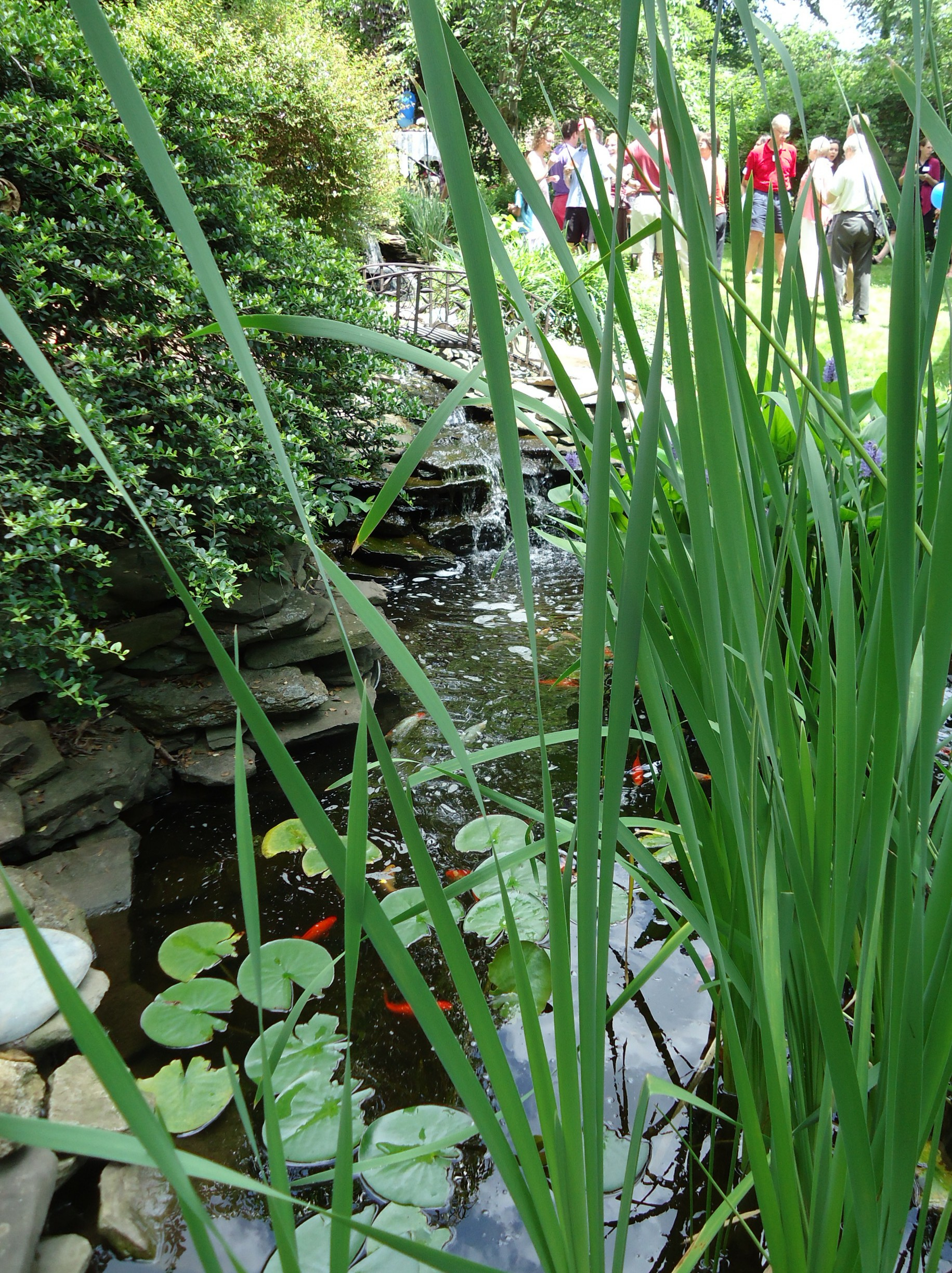
حوض باغ

برکهٔ باغ یا حوض باغ (به انگلیسی: Garden pond) یک آب‌نما است که در یک باغ یا چشم‌انداز طراحی‌شده ساخته می‌شود، معمولاً برای اهداف زیبایی‌شناختی، برای تأمین زیستگاه حیات وحش یا برای شنا به کار می‌رود.

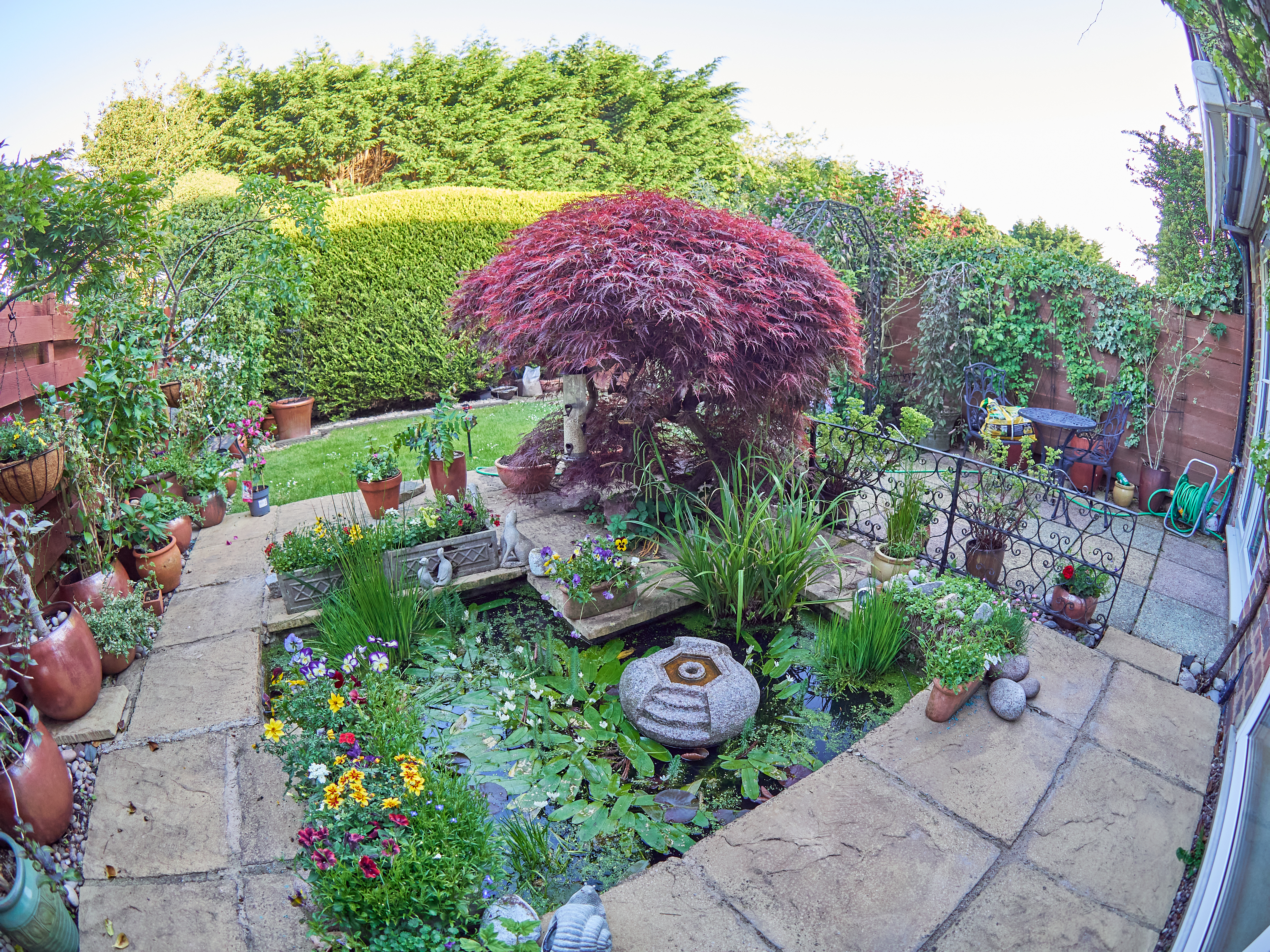
حوض باغ ژاپنی با ایسر (افرای ژاپنی)